# Pettnau
Pettnau is een gemeente in het district Innsbruck Land van de Oostenrijkse deelstaat Tirol.

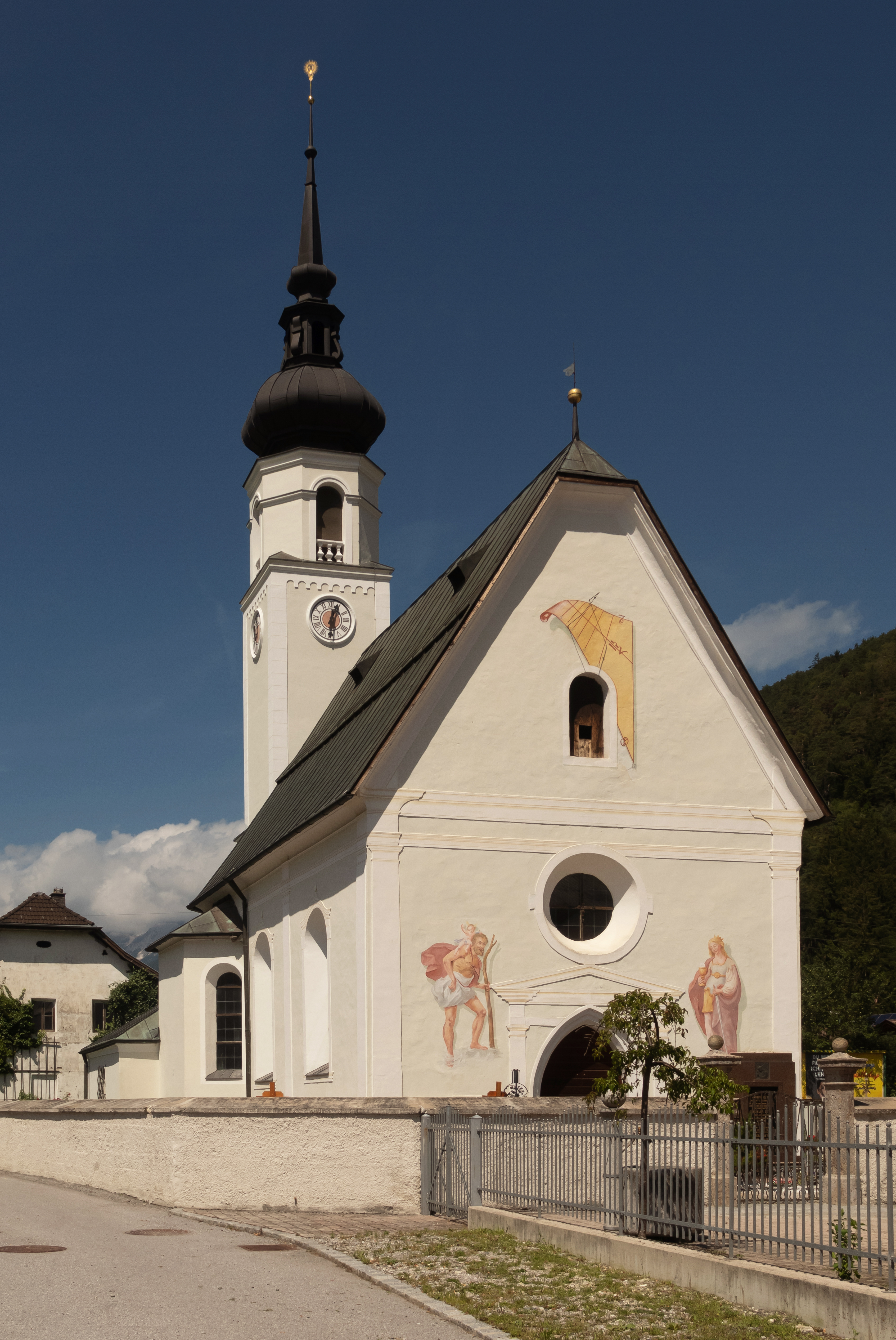
Kerk in Pettnau: Katholische Filialkirche Sankt Josef

Pettnau ligt in het Inndal, ten westen van Innsbruck en ten oosten van Telfs. De langgestrekte gemeente ten noorden van de Inn bestaat uit de woonkernen Dirschenbach, Leiblfing, Tiefental, Kellertal, Oberpettnau, Mitterpettnau en Unterpettnau.
De Mellaunerhof met barokke schilderingen is reeds in 1291 vermeld en behoort daarmee tot de oudste herbergen van Tirol. Vroeger diende het als overslagplaats en poststation, omdat tussen Pettnau, Flaurling en Hatting veel vaarverkeer over de Inn bestond. De kerk van Leiblfing is een symbool voor de regio. De kerk heeft zowel een spitse toren als een toren met een uivormige koepel. Reeds in 1090 werd beschreven dat de kerk gerenoveerd werd.